# Nekoosa
Nekoosa és una població dels Estats Units a l'estat de Wisconsin. Segons el cens del 2000 tenia 2.590 habitants.

## Demografia
Segons el cens del 2000, Nekoosa tenia 2.590 habitants, 987 habitatges, i 702 famílies. La densitat de població era de 295 habitants per km².
Dels 987 habitatges en un 36,3% hi vivien nens de menys de 18 anys, en un 55,2% hi vivien parelles casades, en un 12,9% dones solteres, i en un 28,8% no eren unitats familiars. En el 24,8% dels habitatges hi vivien persones soles el 13,3% de les quals corresponia a persones de 65 anys o més que vivien soles. El nombre mitjà de persones vivint en cada habitatge era de 2,55 i el nombre mitjà de persones que vivien en cada família era de 3,05.
Per edats la població es repartia de la següent manera: un 27,6% tenia menys de 18 anys, un 7,8% entre 18 i 24, un 27,2% entre 25 i 44, un 20,6% de 45 a 60 i un 16,8% 65 anys o més.
L'edat mediana era de 37 anys. Per cada 100 dones de 18 o més anys hi havia 83,5 homes.
La renda mediana per habitatge era de 39.375 $ i la renda mediana per família de 44.583 $. Els homes tenien una renda mediana de 36.308 $ mentre que les dones 22.361 $. La renda per capita de la població era de 17.063 $. Aproximadament el 6,7% de les famílies i el 9,7% de la població estaven per davall del llindar de pobresa.

## Poblacions més properes
El següent diagrama mostra les poblacions més properes.